# Puesta en ataúd
La puesta en ataúd es una etapa de los funerales de una persona, que constituye un formalismo en algunos países, fenómeno cultural en otros y requisito legal según el Derecho civil de ciertos otros. Consiste en la colocación del cadáver de una persona en un ataúd de forma pública para su exhibición (tanto pública como privada) en un domicilio privado o institución estatal (tanatorio) o privada (como una funeraria). En lugar de un ataúd puede utilizarse un catafalco, para personalidades relevantes cuyo cadáver vaya a ser expuesto o visitado por numerosas personas, o unas andas en caso de funerales privados.
Las razones de tal exhibición puede ser culturales, sentimentales, sanitarias o personales (evitar el entierro de personas aparentemente muertas pero vivas en realidad, como resultado de dolencias como la catalepsia derivadas de adicciones, esquizofrenia u otras). 
En Francia y otros países francófonos o con un Derecho civil basado en el francés la "mise en bière" constituye un requisito legal obligatorio antes del entierro o cremación, por el cual debe transcurrir un período de 24 horas entre la muerte y la puesta en el ataúd del difunto, a menos que un médico prescriba la inmediata puesta en ataúd, inhumación o cremación (debido a una enfermedad contagiosa , por ejemplo).
El cuerpo es colocado en un ataúd elegido por la familia, excepto en ciertos casos (muerte en el extranjero, enfermedad contagiosa), y no deberá incluir aditamentos como marcapasos u otros, para lo cual la familia debe presentar un certificado de recuperación del dispositivo completado por el médico o embalsamador.